# Dillon Brooks
Dillon Brooks, né le 22 janvier 1996 à Mississauga en Ontario, est un joueur canadien de basket-ball évoluant aux postes d'arrière et ailier. Il mesure 1,96 m.

## Biographie

### Carrière universitaire
Après trois ans à l'université de l'Oregon, il se présente à la draft 2017 de la NBA.

### Carrière professionnelle

#### Grizzlies de Memphis (2017-2023)
Le 22 juin 2017, il est sélectionné en 45e position par les Rockets de Houston mais immédiatement transféré vers les Grizzlies de Memphis.
Pour son premier match en NBA, il inscrit 19 points.
Davantage connu pour sa tendance à "trashtalker" (provoquer les joueurs pour les faire sortir du match), il traite notamment LeBron James de "vieux" pendant une interview lors des playoffs 2023, avant d'ajouter qu'il "ne respecte personne tant qu'on ne lui a pas mis 40 points sur la tête". Cette année-là, les Memphis Grizzlies se font éliminer des playoffs au premier tour par les Lakers de Los Angeles de LeBron James au match 6, sur un score de 125 à 85 (40 points), ce qui lui a valu des moqueries de la part de toute la scène NBA.
Agent libre non restreint à l'été 2023, les Grizzlies annoncent début mai qu'ils ne prolongeront pas Dillon Brooks.

#### Rockets de Houston (2023-2025)
En juillet 2023, il rejoint les Rockets de Houston pour un contrat de 80 millions de dollars sur quatre ans.

#### Suns de Phoenix (depuis 2025)
En juin 2025, il est transféré en direction des Suns de Phoenix avec Jalen Green contre Kevin Durant.

## Palmarès
- NBA All-Defensive Second Team en 2023.
- Troisième à la Coupe du monde 2023.
- Meilleur défenseur à la Coupe du monde 2023.

## Statistiques

### Universitaires
| Saison    | Équipe | Matchs | Titul. | Min./m | % Tir | % 3pts | % LF | Rbds/m. | Pass/m. | Int/m. | Ctr/m. | Pts/m. |
| --------- | ------ | ------ | ------ | ------ | ----- | ------ | ---- | ------- | ------- | ------ | ------ | ------ |
| 2014-2015 | Oregon | 36     | 33     | 28,3   | 45,6  | 33,7   | 82,5 | 4,89    | 1,81    | 0,50   | 0,56   | 11,47  |
| 2015-2016 | Oregon | 38     | 38     | 32,8   | 47,0  | 33,8   | 80,6 | 5,42    | 3,13    | 1,05   | 0,39   | 16,71  |
| 2016-2017 | Oregon | 35     | 27     | 25,3   | 48,8  | 40,1   | 75,4 | 3,23    | 2,71    | 1,09   | 0,46   | 16,11  |
| Total     | Total  | 109    | 98     | 28,9   | 47,2  | 36,2   | 79,4 | 4,54    | 2,56    | 0,88   | 0,47   | 14,79  |

### Professionnelles

#### Saison régulière
| Saison    | Équipe  | Matchs | Titul. | Min./m | % Tir | % 3pts | % LF | Rbds/m. | Pass/m. | Int/m. | Ctr/m. | Pts/m. |
| --------- | ------- | ------ | ------ | ------ | ----- | ------ | ---- | ------- | ------- | ------ | ------ | ------ |
| 2017-2018 | Memphis | 82     | 74     | 28,7   | 44,0  | 35,6   | 74,7 | 3,13    | 1,65    | 0,89   | 0,21   | 10,95  |
| 2018-2019 | Memphis | 18     | 0      | 18,3   | 40,2  | 37,5   | 73,3 | 1,72    | 0,89    | 0,56   | 0,22   | 7,50   |
| 2019-2020 | Memphis | 73     | 73     | 28,9   | 40,7  | 35,8   | 80,8 | 3,33    | 2,05    | 0,86   | 0,37   | 16,18  |
| 2020-2021 | Memphis | 67     | 67     | 29,8   | 41,9  | 34,4   | 81,5 | 2,93    | 2,34    | 1,16   | 0,39   | 17,18  |
| 2021-2022 | Memphis | 32     | 31     | 27,7   | 43,2  | 30,9   | 84,9 | 3,19    | 2,75    | 1,12   | 0,25   | 18,44  |
| 2022-2023 | Memphis | 73     | 73     | 30,3   | 39,6  | 32,6   | 79,9 | 3,30    | 2,60    | 0,90   | 0,20   | 14,30  |
| 2023-2024 | Houston | 72     | 72     | 30,9   | 42,8  | 35,9   | 84,4 | 3,40    | 1,70    | 0,90   | 0,10   | 12,70  |
| 2024-2025 | Houston | 75     | 75     | 31,8   | 42,9  | 39,7   | 81,8 | 3,70    | 1,70    | 0,80   | 0,20   | 14,00  |
| Total     | Total   | 492    | 465    | 29,5   | 41,9  | 35,5   | 80,4 | 3,20    | 2,00    | 0,90   | 0,30   | 14,20  |

Mise à jour le 22 juin 2025

#### Playoffs
| Saison | Équipe  | Matchs | Titul. | Min./m | % Tir | % 3pts | % LF | Rbds/m. | Pass/m. | Int/m. | Ctr/m. | Pts/m. |
| ------ | ------- | ------ | ------ | ------ | ----- | ------ | ---- | ------- | ------- | ------ | ------ | ------ |
| 2021   | Memphis | 5      | 5      | 34,9   | 51,5  | 40,0   | 80,8 | 4,20    | 2,20    | 1,40   | 0,40   | 25,80  |
| 2022   | Memphis | 11     | 11     | 30,5   | 34,9  | 34,7   | 64,0 | 2,70    | 2,70    | 1,00   | 0,30   | 14,60  |
| 2023   | Memphis | 6      | 6      | 27,9   | 31,2  | 23,8   | 71,4 | 3,00    | 1,80    | 0,20   | 0,00   | 10,50  |
| 2025   | Houston | 7      | 7      | 29,4   | 44,4  | 34,5   | 83,3 | 3,10    | 1,30    | 0,70   | 0,30   | 12,30  |
| Total  | Total   | 29     | 29     | 30,4   | 39,6  | 32,5   | 75,6 | 3,10    | 2,10    | 0,80   | 0,20   | 15,10  |

Mise à jour le 22 juin 2025

## Records sur une rencontre en NBA
Les records personnels de Dillon Brooks en NBA sont les suivants, :
| Type de statistique        | Saison régulière | Saison régulière                | Saison régulière  | Playoffs | Playoffs                   | Playoffs      |
| Type de statistique        | Record           | Adversaire                      | Date              | Record   | Adversaire                 | Date          |
| -------------------------- | ---------------- | ------------------------------- | ----------------- | -------- | -------------------------- | ------------- |
| Points                     | 37               | Trail Blazers de Portland       | 19 décembre 2021  | 31       | @ Jazz de l'Utah           | 23 mai 2021   |
| Paniers marqués            | 14               | @ Thunder d'Oklahoma City       | 11 avril 2018     | 13       | @ Jazz de l'Utah           | 23 mai 2021   |
| Paniers tentés             | 30               | @ Nets de Brooklyn              | 20 novembre 2022  | 28       | @ Warriors de Golden State | 13 mai 2022   |
| Paniers à 3 points réussis | 10               | @ Celtics de Boston             | 27 janvier 2025   | 7        | @ Warriors de Golden State | 13 mai 2022   |
| Paniers à 3 points tentés  | 15               | 3 fois                          | 3 fois            | 15       | @ Warriors de Golden State | 13 mai 2022   |
| Lancers francs réussis     | 13               | @ Raptors de Toronto            | 22 décembre 2024  | 8        | Warriors de Golden State   | 30 avril 2025 |
| Lancers francs tentés      | 14               | 2 fois                          | 2 fois            | 10       | Timberwolves du Minnesota  | 16 avril 2022 |
| Rebonds offensifs          | 5                | Pelicans de La Nouvelle-Orléans | 20 janvier 2020   | 3        | 2 fois                     | 2 fois        |
| Rebonds défensifs          | 8                | 2 fois                          | 2 fois            | 5        | @ Warriors de Golden State | 9 mai 2022    |
| Rebonds totaux             | 10               | @ Grizzlies de Memphis          | 14 février 2024   | 7        | @ Jazz de l'Utah           | 23 mai 2021   |
| Passes décisives           | 8                | 2 fois                          | 2 fois            | 8        | @ Warriors de Golden State | 9 mai 2022    |
| Interceptions              | 5                | Hornets de Charlotte            | 1er novembre 2023 | 3        | @ Warriors de Golden State | 13 mai 2022   |
| Contres                    | 3                | Bucks de Milwaukee              | 4 mars 2021       | 2        | @ Jazz de l'Utah           | 23 mai 2021   |
| Balles perdues             | 7                | Hornets de Charlotte            | 1er novembre 2023 | 4        | 2 fois                     | 2 fois        |
| Minutes jouées             | 43               | @ Thunder d'Oklahoma City       | 27 mars 2024      | 41       | @ Lakers de Los Angeles    | 24 avril 2023 |

- Double-double : 1
- Triple-double : 0

Dernière mise à jour : 14 juin 2025

## Salaires
| Saison      | Equipe               | Salaire      |
| ----------- | -------------------- | ------------ |
| 2017-2018   | Grizzlies de Memphis | 815 615 $    |
| 2018-2019   | Grizzlies de Memphis | 1 378 242 $  |
| 2019-2020   | Grizzlies de Memphis | 1 618 520 $  |
| 2020-2021   | Grizzlies de Memphis | 11 400 000 $ |
| 2021-2022   | Grizzlies de Memphis | 12 200 000 $ |
| 2022-2023   | Grizzlies de Memphis | 11 400 000 $ |
| 2023-2024   | Rockets de Houston   | 22 627 671 $ |
| Total Gains | Total Gains          | 61 440 048 $ |
| 2024-2025   | Rockets de Houston   | 22 255 493 $ |
| 2025-2026   | Suns de Phoenix      | 21 124 110 $ |
| 2026-2027   | Suns de Phoenix      | 19 992 727 $ |